# أنطونيو دوق بارما
أنطونيو دوق بارما (29 مايو 1679 - 20 يناير 1731)؛ كان دوق بارما وبياتشنزا الثامن والأخير من آل فارنيزي سليل البابا بولس الثالث، تزوج من إنريشيتا دي إستي بهدف الحصول على الأبناء إلا أنه توفي دون أنجاب أبناء، مما مهد الخلافة إلى كارلوس الإسباني، ابن البكر لـ إليزابيث ابنة شقيقه الأكبر إدواردو، هو ابن الثالث لـ رانوتشيو الثاني دوق بارما وزوجته الثانية ماريا دي إستي.

## روابط خارجية
- أنطونيو دوق بارما على موقع الموسوعة البريطانية (الإنجليزية)